# Бейшенбеков, Чынарбек Тюлебаевич
Чынарбек Тюлебаевич Бейшенбеков (8 декабря 1964) — киргизский футболист и футбольный тренер.

## Биография
В 1985 году окончил Киргизский государственный институт физической культуры и начал работать детским тренером в ДЮСШ г. Нарына. В 1992 году играл в составе нарынского «Ала-Тоо» в первом сезоне независимого чемпионата Кыргызстана, провёл 17 матчей и забил один гол, однако команда выступила неудачно, заняв последнее место.
Позднее перешёл на работу в СДЮСШОР г. Бишкека, а с 1993 года — в Республиканское училище олимпийского резерва (РУОР). Тренировал команду 1984 г.р., среди его воспитанников — Валерий Кашуба, Сергей Чикишев В 2000 году футболисты этого возраста стали основой клуба «Гвардия-РУОР», игравшего во взрослых соревнованиях, а Бейшенбеков стал главным тренером клуба. В 2001 году «Гвардия-РУОР» одержала победу в северной зоне первой лиги. Лучший результат клуба под руководством Бейшенбекова в высшей лиге — четвёртое место в 2004 году. В нескольких матчах тренер сам выходил на поле. Однако в 2005 году после смены власти в стране Национальная гвардия КР отказалась от поддержки клуба и команда прекратила существование.
В дальнейшем тренер вернулся к работе с детскими командами в РУОР. Награждён званием «Отличник физической культуры КР».